# Веприцька волость
Веприцька волость — адміністративно-територіальна одиниця Гадяцького повіту Полтавської губернії.

Станом на 1885 рік — складалася з 1 поселення, 1 сільської громади. Населення 5530 — осіб (2896 осіб чоловічої статі та 2634 — жіночої), 746 дворових господарств.

Старшинами волості були:
- 1900—1904 роках селянин Михайло Якович Пестренко;
- 1913—1915 роках селянин Василь Миколайович Бережний.